# ریچارد دانول
ریچارد دانول (انگلیسی: Richard Dunwell؛ زادهٔ ۱۷ ژوئن ۱۹۷۱) بازیکن فوتبال است.
از باشگاه‌هایی که در آن بازی کرده‌است می‌توان به باشگاه فوتبال بارنت اشاره کرد.